# Christian Heinrich Bünger

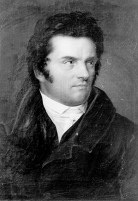
Christian Heinrich Bünger

Christian Heinrich Bünger (* 11. Oktober 1782 in Braunschweig; † 8. Dezember 1842 in Marburg) war ein deutscher Chirurg und Anatom sowie Ehrenbürger der Stadt Marburg.

## Leben
Bünger studierte in Halle unter Justus Christian Loder und an der Universität Helmstedt unter Gottfried Christoph Beireis. Nach Ende des Studiums erhielt er eine Anstellung als Prosektor an der Universität Helmstedt, als diese 1810 geschlossen wurde, ging er zur Universität Marburg. Dort erhielt er 1812 eine Anstellung als außerordentlicher und 1815 als ordentlicher Anatomie-Professor. Außerdem wurde er 1812 Direktor des Anatomischen Instituts an der Universität Marburg. Bünger begründete die Marburger Anatomische Sammlung, die er bis zu seinem Tod mit weiteren Präparaten und Sammlungen bereicherte. Nach seinem Tod wurden sein Herz und sein Schädel in die Sammlung aufgenommen.